# Silly, Belgien
Silly är en kommun i Belgien.   Den ligger i provinsen Hainaut och regionen Vallonien, i den centrala delen av landet, 40 km sydväst om huvudstaden Bryssel. Antalet invånare är 8 168. Arean är 68 kvadratkilometer.
Terrängen i Silly är huvudsakligen platt.
Trakten runt Silly består till största delen av jordbruksmark. Runt Silly är det ganska tätbefolkat, med 222 invånare per kvadratkilometer.